# N-Arachidonoylphenolamin
N-Arachidonoylphenolamin (auch als AM404 bezeichnet) ist ein Stoffwechselprodukt, das nach der Einnahme des Arzneistoffes Paracetamol, unter der Beteiligung des Enzyms Fettsäureamid-Hydrolase, in Gehirn und Rückenmark entsteht, wenn Paracetamol nach seiner Deacetylierung mit Arachidonsäure konjugiert wird.
AM404 beeinflusst den intrazellulären Transport von Anandamid. Die Hypothese, dass es auch einen mutmaßlichen Transporter in der Zellmembrane für die Wiederaufnahme von Anandamid hemmt, ist seit vielen Jahren unbewiesen und – wegen alternativer Konzepte – für eine Erklärung der Beobachtungen nicht notwendig.